# ترنادیسس د آبیلا
ترنادیسس د آبیلا دهستانی در استان آبیلای اسپانیا است.
در این دهستان ۳۶۷ نفر زندگی می‌کنند. مساحت این دهستان ۹۵٫۵۱ کیلومتر مربع است.